# Vula Maimuri
Pas d'image ? Cliquez ici

a Compétitions nationales et continentales officielles uniquement.

b Matchs officiels uniquement.
Dernière mise à jour le 23 août 2018.
 Ratuvula (Vula) Ratuva Maimuri est né le 3 novembre 1975 à Nadroga (Fidji). C’est un joueur de rugby à XV, qui a joué avec l'équipe des Fidji, évoluant au poste de deuxième ligne (1,98 m pour 115 kg).

## Carrière

### En clubs
- 2001 : Highlanders
- 2002 et 2003 : Blues
- 2003-2005 : SU Agen

Il a joué avec l’équipe des Fidji des moins de 21 ans en 1996 avant de s’expatrier en Nouvelle-Zélande pour jouer dans le championnat NPC et dans le Super 12 avec les Highlanders et les Blues.
En 2003, il a signé un contrat de deux ans avec le SU Agen, club qu’il a rejoint après la coupe du monde 2003.

### En équipe nationale
Il a eu sa première cape internationale en 2003, à l’occasion d’un match contre l'équipe d'Argentine.
Vula Maimuri a participé à la coupe du monde 2003 (4 matchs, 1 comme titulaire).

## Palmarès

### en club
- 10 matchs de Super 12 avec les Highlanders
- 9 matchs de Super 12 avec les Blues
- 44 matchs de NPC

### en équipe nationale
- 5 sélections avec l’équipe des Fidji
- Sélections par année : 5 en 2003.